# Morani (Servië)
Morani (Servisch cyrillisch Морани) is een plaats in de Servische gemeente Tutin. De plaats telt 198 inwoners (2002).